# Asseco Resovia
L'Asseco Resovia è una società pallavolistica maschile polacca con sede a Rzeszów: milita nel campionato di Polska Liga Siatkówki.

## Storia
La società viene fondata nel 1905. Tra il 1971 e il 1975 conquista 4 scudetti, mentre negli anni Ottanta ottiene altrettante Coppe di Polonia.
Partecipa anche a diverse edizioni delle competizioni europee, ottenendo il secondo posto nell'edizione 1972-73 della Champions League. Il risultato più importante resta comunque la medaglia d'argento e il conseguente titolo di vicecampione nella Coppa del Mondo per club del 1975.
La squadra non avrà piazzamenti di rilievo per i successivi vent'anni, fino al campionato 2008-09, dove viene sconfitta in finale dallo Skra Bełchatów.
Nella stagione 2011-12 riesce a ottenere la vittoria; mentre in campo europeo viene sconfitta in finale di Coppa CEV dalla Dinamo Mosca.
Negli anni successivi vince altri due titoli nazionali ed una supercoppa polacca: nella stagione 2023-24 conquista il suo primo trofeo europeo, vincendo la Coppa CEV.

## Rosa 2021-2022
| N° | Nome                | Ruolo | Data di nascita   | Nazionalità sportiva |
| -- | ------------------- | ----- | ----------------- | -------------------- |
| 1  | Bartłomiej Krulicki | C     | 15 settembre 1993 | Polonia              |
| 2  | Maciej Muzaj        | O     | 21 maggio 1994    | Polonia              |
| 3  | Sam Deroo           | S     | 24 aprile 1992    | Belgio               |
| 4  | Jan Kozamernik      | C     | 24 dicembre 1995  | Slovenia             |
| 5  | Jakub Bucki         | O     | 13 agosto 1988    | Polonia              |
| 7  | Jakub Kochanowski   | C     | 17 luglio 1997    | Polonia              |
| 9  | Nicolas Szerszeń    | S     | 31 dicembre 1996  | Polonia              |
| 11 | Fabian Drzyzga      | P     | 3 gennaio 1990    | Polonia              |
| 12 | Paweł Woicki        | P     | 19 giugno 1983    | Polonia              |
| 13 | Michał Potera       | L     | 6 marzo 1988      | Polonia              |
| 14 | Rafał Buszek        | S     | 28 aprile 1987    | Polonia              |
| 16 | Paweł Zatorski      | L     | 21 giugno 1990    | Polonia              |
| 18 | Klemen Čebulj       | S     | 21 febbraio 1992  | Slovenia             |
| 84 | Timo Tammemaa       | C     | 18 novembre 1991  | Estonia              |
| 90 | Oskar Krzyżak       | O     | 6 aprile 2003     | Polonia              |
| 97 | Radosław Puczkowski | S     | 2 gennaio 2003    | Polonia              |
| 98 | Michał Curzytek     | S     | 29 maggio 2003    | Polonia              |
| 99 | Oliwier Kowalik     | P     | 21 maggio 2003    | Polonia              |

## Palmarès
- Campionato polacco: 7

1970-71, 1971-72, 1973-74, 1974-75, 2011-12, 2012-13, 2014-15
- Coppa di Polonia: 3

1974-75, 1982-83, 1986-87
- Supercoppa polacca: 1

2013
- Coppa CEV: 1

2023-24

## Denominazioni precedenti
- 1905-2006: Akademicki Klub Sportowy Rzeszów